# Тете
Вижте пояснителната страница за други значения на Тете.
Тете (на португалски: Тете) е провинция в Мозамбик. Разположена е в западен Мозамбик и граничи с Малави, Замбия и Зимбабве. Площта ѝ е 100 724 квадратни километра и население 2 551 826 души (по преброяване от август 2017 г.). Столицата на провинцията носи същото име, град Тете. На територията на провинцията е разположен вторият по големина в цяла Африка язовир, наречен Каора Баса.